# Bombardeig de Sant Hilari Sacalm
El bombardeig de Sant Hilari Sacalm fou un atac aeri realitzat per l'aviació legionària de la Regia Aeronautica italiana el 31 de gener de 1939 durant la Guerra Civil espanyola contra el poble de Sant Hilari Sacalm. Travessant unes defenses antiaèries, els bombarders feixistes, cinc Savoia-Marchetti SM.79, van aconseguir arribar al municipi i llançar-hi 60 bombes de 50 kg. Una part de les bombes van impactar a Can Puntí, enmig del poble, provocant 12 morts.

## Antecedents
Després de la desfeta de l'exèrcit popular a la batalla de l'Ebre Catalunya va quedar molt mal preparada per afrontar la previsible ofensiva franquista. El 23 de desembre de 1938 va començar l'atac feixista, amb una superioritat material esclafant, en poc temps van aconseguir fer retirar l'exèrcit republicà Catalunya endins. A finals de gener de 1939 el front arribaria fins a la comarca de la Selva.
Part de la població que fugia de l'encalç franquista passava per Sant Hilari Sacalm, inclòs el President de la Generalitat Lluís Companys que, retirant-se cap a Osor, també va estar-s'hi uns dies, del 26 al 29 de gener. Al darrere dels civils hi anaven els soldats de l'exèrcit popular, protegint-los. Part de la tropa va allotjar-se a la població, propera al front, de Sant Hilari Sacalm, que des del 1937 s'anomenava Fonts de Sacalm.

## Bombardeig
Amb el pretext de neutralitzar les possibles concentracions de tropes que poguessin plantar cara, l'aviació legionària és enviada el 31 de gener de 1939 a bombardejar el municipi. La verdadera motivació de l'atac és mantenir la pressió sobre els republicans i castigar la rereguarda, ja que Sant Hilari Sacalm no té cap interès militar. La 289a esquadrilla de l'aviació legionària és l'encarregada de realitzar la ràtzia aèria, amb 5 bombarders Savoia-Marchetti SM.79. Van arribar al seu objectiu entre dos-quarts de tres i les tres de la tarda, havent superat la reacció antiaèria i volant a 4.800 metres, van llançar 60 bombes de 50 kg contra el poble.
Part de les bombes van impactar contra el centre del poble, on la gent no havia estat alarmada. Les explosions van provocar 12 morts i nombroses destrosses: l'edifici de Can Puntí ensorrat, vidres i portes de les cases del voltant trencats, un cotxe es va incendiar… Amadeu Duran, que aleshores era un nen de deu anys i va viure el bombardeig ho va descriure així:
| «              | […] Lo primer que vaig veure és un soldat, sé que era un soldat, un pobre noi, que estava... agenollat a terra, cridant, i li sortia molta sang per aquí a la cara a l'ull, això... Això és lo primer que vaig veure. I després, una mica més amunt, una dona estirada de cap a terra tenia els dos braços tallats, així a l'altura a mig braç, estirada a terra. Després vàrem sapiguer que era una dona d'aquí a Sant Hilari. | » |
| — Amadeu Duran | |   |

Poc després, el 5 de febrer de 1939, les tropes franquistes ocuparien el poble, des d'on continuarien el seu avenç cap a Osor.